# 9293 Kamogata
9293 Kamogata eller 1982 XQ1 är en asteroid i huvudbältet som upptäcktes den 13 december 1982 av de båda japanska astronomerna Hiroki Kōsai och Kiichirō Furukawa vid Kiso-observatoriet i Japan. Den är uppkallad efter staden Kamogata.
Asteroiden har en diameter på ungefär 15 kilometer och den tillhör asteroidgruppen Themis.